# Cadetia lagorum
Cadetia lagorum là một loài thực vật có hoa trong họ Lan. Loài này được (P.Royen) Schuit. mô tả khoa học đầu tiên năm 1994.